# George A. Lundberg
George Andrew Lundberg (3 de outubro de 1895, em Fairdale Dakota do Norte; 14 de abril de 1966, em Seattle, Washington) foi um sociólogo estadunidense.

## Origens e educação
Lundberg nasceu em Fairdale, Dakota do Norte. Seus pais, Andrew J. Lundberg e Britta C. Erickson, eram imigrantes da Suécia. Lundberg recebeu seu diploma de bacharel da Universidade de Dakota do Norte em 1920, um mestrado da Universidade de Wisconsin em 1922 e um doutorado em 1925 da Universidade de Minnesota.

## Carreira
Após seu doutorado, ele assumiu um cargo na Universidade de Washington, mas deixou-o um ano depois para iniciar seu pós-doutorado na Universidade de Columbia, e então assumiu um cargo de professor associado na Universidade de Pitsburgo. Em 1930, ele se tornou diretor do Escritório de Pesquisa Social na Federação de Agências Sociais de Pitsburgo, mas logo deixou a instituição para um cargo na Universidade de Columbia. Em 1934, ele trabalhou com a Administração Federal de Assistência em Emergência e logo depois foi para a Faculdade de Bennington em Vermont, onde ele foi professor de sociologia e estatística. Após assumir cargos adicionais na Universidade de Minnesota, Universidade Brigham Young e Universidade de Standford, ele entrou na Universidade de Washington em 1945 como professor e diretor, e ficou lá até o fim de sua carreira.
Goerge foi o 33º Presidente da Sociedade Sociológica Americana. Foi também presidente da Associação Sociológica do Pacífico, a Sociedade Sociológica do Oriente e a Associação de Pesquisa Sociológica e foi o editor do jornal Sociometry de 1941 a 1947.

## Prêmios e honrarias
George foi um fellow da Sociedade Americana pelo Avanço da Ciência e foi premiado com a Medalha de Feito Notável da Universidade do Minnesota e com um doutorado honorário em 1958 da Universidade da Dakota do Norte. Após sua morte, a conferência da Associação Sociológica do Pacífico foi realizada em sua homenagem.
George morreu em 14 de abril de 1966 "após um tratamento cirúrgico para uma doença ordinariamente não considerada perigosa".

## Contribuições
A contribuição mais duradoura de George foi feita em seu trabalho Can Science Save Us? ("A Ciência Pode Nos Salvar?" em tradução livre). Contudo, George focou muitas de suas pesquisas em aplicações, limites, delimitações, definições operacionais e linguística. A abordagem de George para a sociologia costuma ser categorizada como neo-positivismo. George criticava a  Escola de Sociologia de Chicago. Ele acreditava que suas metodologias não eram precisas o suficiente para gerar resultados confiáveis.

## Livros
- Trends in American sociology (with Read Bain and Nels Anderson). Harper, 1929. Edited volume of a symposium of young sociologists.[12]
- Social research : a study in methods of gathering data. Longmans, Green and Co., 1929. Reprinted 1942 and 1953. 2nd ed., Greenwood Press, 1968.[13]
- Leisure: a suburban study (with Mirra Komarovsky and Mary Alice McInerny). Columbia University Press, 1934. Agathon Press, 1969.[14]
- Foundations of sociology. The Macmillan Company, 1939; David McKay, 1964.[15]
- Can science save us? Longmans, Green and Co., 1947.[16]
- Sociology (with Otto N. Larsen and Clarence C. Schrag). Harper & Row, 1958; 4th ed., McGraw Hill, 1968.[17]